# 돋움체
돋움체는 획의 끝에 부리가 없는 유명한 산세리프 글꼴이다. 옛명칭인 고딕체라고도 한다. 일반적인 산세리프 글꼴과는 다르게 획끝이 약간 튀어나온 특징이 있다. 돋움체 계열에 일부 글꼴의 획 끝이 튀어나온 이유는 인쇄할 때 글자 일부가 인쇄되지 않고 날아가는 현상을 해결하기 위해서다. 초기 마이크로소프트 윈도우부터 기본 글꼴로 제공한다. 한글 산세리프 글꼴의 대표격으로, 한글 산세리프 글꼴을 통칭해서 돋움체 또는 돋음체 계열이라고도 한다.

## 같이 보기
- 고딕체
- 굴림체
- 맑은 고딕
- 백묵글꼴